# Chlum (Boemia centrale)
Chlum è un comune della Repubblica Ceca facente parte del distretto di Benešov, in Boemia Centrale.